# Matterhorn Ultraks
Le Matterhorn Ultraks est une compétition de trail et skyrunning à Zermatt en Suisse. Il a été créé en 2013, en remplacement de la course du Cervin.

## Histoire
En août 2012, la course du Cervin fête son 30e anniversaire. Le propriétaire de la course, les Zermatt Bergbahnen AG décident cependant de la remplacer par une nouvelle compétition l'année suivante, étant donné la participation en déclin. Pour la remplacer, des épreuves de trail générant plus d'engouement sont choisies.
Le nouveau comité d'organisation est composé de Michel Hodara et Michel Bonnefous, anciens dirigeants d'Alinghi, de l'alpiniste Simon Anthamatten et du guide de montagne Thierry Gasser.
La manifestation connaît très rapidement un grand succès, notamment porté par les têtes d'affiche tels que Kílian Jornet, Emelie Forsberg, Stevie Kremer ou encore le régional Martin Anthamatten. Les organisateurs sont contraints de limiter le nombre d'inscriptions.
Dès le début, le Matterhorn Ultraks intègre la Skyrunner World Series avec la course 46K/Sky jusqu'en 2018. En 2019, la nouvelle course Extreme la remplace mais en tant que course SuperSky, créditant les coureurs du double de points.
La course a également son pendant hivernal avec le Matterhorn Ultraks SkiAlp, une compétition de ski-alpinisme. Elle est cependant annulée en 2016.
Avec le succès de la manifestation, les organisateurs décident de décliner le nom « Ultraks » en une série de courses. En 2015 est créé l'Engadin Ultraks à Saint-Moritz, suivi par le Mayrhofen Zillertal Ultraks en 2019.

## Parcours
Trois parcours sont proposés lors de la première édition en 2013, le 16K, 30K et 46K d'après leur distance évaluée par Swisstopo. Après quelques modifications mineures et une réévaluation de leur distance, ils sont renommés Active, Mountain et Sky en 2018.
L'Active part de Zermatt et monte sur Sunegga. Il rejoint ensuite Riffelalp avant de redescendre sur le village. Il mesure 19 km pour 1 150 m de dénivelés positif et négatif.
Le Mountain part de Zermatt, monte sur Sunegga puis Riffelalp et redescend à Furi avant de remonter sur le lac Noir pour finalement retourner à Zermatt. Il mesure 32 km pour 2 000 m de dénivelés positif et négatif.
Le Sky part de Zermatt, monte sur Sunegga et jusqu'au Gornergrat. Il redescend à Riffelalp et jusqu'à Furi. Il remonte au lac Noir, poursuit jusqu'au glacier de Zmutt, puis à Trift et redescend finalement à Zermatt. Il mesure 49 km pour 3 600 m de dénivelés positif et négatif.
En 2014, une nouvelle course est ajoutée au programme. La 2VK relie Zermatt au Gornergrat. Elle mesure 14 km pour 1 927 m de dénivelé. L'année suivante, elle est remplacée par la VZR, un kilomètre vertical et demi reliant Zermatt à l'Unterrothorn. Elle est remplacée en 2016 par la VZS, une verticale de 2,3 km et 655 m de dénivelé qui ne monte plus qu'à Sunegga.
Un 5e parcours est rajouté pour l'édition 2019. Nommé Extreme, il propose un tracé de 24 km avec des dénivelés de +/-2 800 m. Le parcours part de Zermatt et monte jusque sous l'Unter Gabelhorn à 3 207 m d'altitude. Il redescend légèrement puis remonte à la cabane du Rothorn à 3 198 m d'altitude. Il rejoint ensuite le Platthorn à 3 345 m puis redescend sur Zermatt en passant par le Wisshorn et Trift. Environ un quart du parcours se situe à plus de 3 000 m d'altitude. En raisons des fortes pluies, l'épreuve est courue sur le parcours de réserve de 21,5 km en 2022.
Pour fêter la dixième édition en 2022, la Vertical est remplacée par une nouvelle épreuve, la Vertinight, un kilomètre vertical nocturne reliant Zermatt au lac Noir. Il mesure 6,3 km pour 1 000 m de dénivelé positif.

## Résultats

### Extreme
| Édition | Date | Hommes | Hommes                         | Hommes          | Femmes | Femmes                           | Femmes          |
| ------- | ---- | ------ | ------------------------------ | --------------- | ------ | -------------------------------- | --------------- |
|         |      | Rang   | Athlète                        | Temps           | Rang   | Athlète                          | Temps           |
| 1re     | 2019 | 1er    | Daniel Antonioli               | 3 h 30 min 15 s | 25e    | Johanna Åström                   | 4 h 12 min 51 s |
| 2e      | 2020 | 1er    | William Boffelli               | 3 h 23 min 32 s | 12e    | Marcela Vašinová                 | 4 h 11 min 12 s |
| 3e      | 2021 | 1er    | William Boffelli — 2e victoire | 3 h 14 min 39 s | 14e    | Stephanie Kröll                  | 4 h 05 min 54 s |
| 4e      | 2022 | 1er    | Finlay Wild                    | 2 h 34 min 10 s | 23e    | Naiara Irigoyen                  | 3 h 08 min 53 s |
| 5e      | 2023 | 1er    | Manuel Merillas                | 3 h 19 min 16 s | 20e    | Anastasia Rubtsova               | 4 h 10 min 33 s |
| 6e      | 2024 | 1er    | Martin Anthamatten             | 3 h 44 min 13 s | 11e    | Anastasia Rubtsova — 2e victoire | 4 h 20 min 26 s |

### 46K/Sky
| Édition | Date | Hommes | Hommes                           | Hommes          | Femmes | Femmes                       | Femmes          |
| ------- | ---- | ------ | -------------------------------- | --------------- | ------ | ---------------------------- | --------------- |
|         |      | Rang   | Athlète                          | Temps           | Rang   | Athlète                      | Temps           |
| 1re     | 2013 | 1er    | Kílian Jornet                    | 4 h 43 min 05 s | 30e    | Emelie Forsberg              | 5 h 41 min 16 s |
| 2e      | 2014 | 1er    | Zaïd Ait Malek                   | 4 h 45 min 01 s | 12e    | Stevie Kremer                | 5 h 18 min 43 s |
| 3e      | 2015 | 1er    | Martin Anthamatten               | 4 h 45 min 11 s | 17e    | Elisa Desco                  | 5 h 26 min 46 s |
| 4e      | 2016 | 1er    | Marc Lauenstein                  | 4 h 47 min 01 s | 17e    | Megan Kimmel                 | 5 h 23 min 15 s |
| 5e      | 2017 | 1er    | Marco De Gasperi                 | 4 h 42 min 32 s | 18e    | Ragna Debats                 | 5 h 52 min 06 s |
| 6e      | 2018 | 1er    | Martin Anthamatten — 2e victoire | 5 h 00 min 25 s | 21e    | Virginia Pérez Mesonero      | 5 h 56 min 07 s |
| 7e      | 2019 | 1er    | Abderrahim Kemmissa              | 5 h 33 min 58 s | 22e    | Stéphanie Manivoz            | 6 h 29 min 50 s |
| 8e      | 2020 | 1er    | Kevin Vermeulen                  | 5 h 10 min 52 s | 15e    | Odile Spycher                | 6 h 17 min 57 s |
| 9e      | 2021 | 1er    | Andy Symonds                     | 5 h 20 min 52 s | 11e    | Laurence Yerly               | 6 h 23 min 09 s |
| 10e     | 2022 | 1er    | Alex Nichols                     | 5 h 18 min 08 s | 18e    | Laurence Yerly — 2e victoire | 6 h 20 min 44 s |
| 11e     | 2023 | 1er    | Andy Symonds — 2e victoire       | 5 h 24 min 58 s | 20e    | Marine Quintard              | 6 h 21 min 21 s |
| 12e     | 2024 | 1er    | Tomáš Fárník                     | 5 h 09 min 34 s | 25e    | Miria Meinheit               | 6 h 43 min 26 s |

### 30K/Mountain
| Édition | Date | Hommes | Hommes                     | Hommes          | Femmes | Femmes                   | Femmes          |
| ------- | ---- | ------ | -------------------------- | --------------- | ------ | ------------------------ | --------------- |
|         |      | Rang   | Athlète                    | Temps           | Rang   | Athlète                  | Temps           |
| 1re     | 2013 | 1er    | Stephan Wenk               | 2 h 45 min 19 s | 26e    | Tessa Hill               | 3 h 32 min 52 s |
| 2e      | 2014 | 1er    | Benjamin Petitjean         | 2 h 52 min 33 s | 16e    | Romy Mey                 | 3 h 37 min 40 s |
| 3e      | 2015 | 1er    | Daniel Green               | 2 h 53 min 04 s | 15e    | Bettina Gruber           | 3 h 22 min 58 s |
| 4e      | 2016 | 1er    | Etienne Rodriguez          | 3 h 04 min 38 s | 11e    | Ruth Croft               | 3 h 22 min 30 s |
| 5e      | 2017 | 1er    | Stephan Wenk — 2e victoire | 2 h 47 min 07 s | 9e     | Ruth Croft — 2e victoire | 3 h 15 min 14 s |
| 6e      | 2018 | 1er    | Stephan Wenk — 3e victoire | 2 h 41 min 24 s | 18e    | Mirjam Niederberger      | 3 h 28 min 04 s |
| 7e      | 2019 | 1er    | Jere Pajunen               | 2 h 52 min 34 s | 22e    | Fania Wälle              | 3 h 39 min 11 s |
| 8e      | 2020 | 1er    | Stephan Wenk — 4e victoire | 2 h 41 min 27 s | 20e    | Delphine Marmy           | 3 h 28 min 56 s |
| 9e      | 2021 | 1er    | Luc Métrailler             | 3 h 02 min 23 s | 5e     | Nathalie Geiser          | 3 h 25 min 55 s |
| 10e     | 2022 | 1er    | Stephan Wenk — 5e victoire | 2 h 41 min 49 s | 30e    | Mélanie Pirinoli         | 3 h 47 min 48 s |
| 11e     | 2023 | 1er    | Valentin Marchon           | 2 h 43 min 35 s | 20e    | Julia Hecker             | 3 h 46 min 21 s |
| 12e     | 2024 | 1er    | Andrin Näpflin             | 2 h 59 min 32 s | 14e    | Magali Vionnet           | 3 h 33 min 39 s |

### 16K/Active
| Édition | Date | Hommes | Hommes            | Hommes          | Femmes | Femmes                          | Femmes          |
| ------- | ---- | ------ | ----------------- | --------------- | ------ | ------------------------------- | --------------- |
|         |      | Rang   | Athlète           | Temps           | Rang   | Athlète                         | Temps           |
| 1re     | 2013 | 1er    | Oqubit Berhane    | 1 h 25 min 50 s | 16e    | Laetitia Roux                   | 1 h 44 min 07 s |
| 2e      | 2014 | 1er    | Rémi Bonnet       | 1 h 25 min 22 s | 27e    | Claudia Stettler                | 1 h 48 min 56 s |
| 3e      | 2015 | 1er    | Paul Mathou       | 1 h 27 min 57 s | 22e    | Katrine Villumsen               | 1 h 47 min 38 s |
| 4e      | 2016 | 1er    | Alexandre Jodidio | 1 h 23 min 12 s | 12e    | Katrine Villumsen — 2e victoire | 1 h 39 min 27 s |
| 5e      | 2017 | 1er    | César Costa       | 1 h 37 min 05 s | 11e    | Victoria Kreuzer                | 1 h 55 min 23 s |
| 6e      | 2018 | 1er    | Julien Ançay      | 1 h 28 min 26 s | 11e    | Victoria Kreuzer — 2e victoire  | 1 h 42 min 45 s |
| 7e      | 2019 | 1er    | Fabian Fux        | 1 h 38 min 32 s | 4e     | Victoria Kreuzer — 3e victoire  | 1 h 43 min 00 s |
| 8e      | 2020 | 1er    | Maximilien Drion  | 1 h 25 min 00 s | 11e    | Victoria Kreuzer — 4e victoire  | 1 h 40 min 35 s |
| 9e      | 2021 | 1er    | Valentin Marchon  | 1 h 26 min 13 s | 13e    | Simone Troxler                  | 1 h 41 min 38 s |
| 10e     | 2022 | 1er    | Matthew Elkington | 1 h 28 min 55 s | 9e     | Sophie Daly                     | 1 h 40 min 13 s |
| 11e     | 2023 | 1er    | Alain Lagger      | 1 h 30 min 38 s | 18e    | Myrielle Weingand               | 1 h 42 min 49 s |
| 12e     | 2024 | 1er    | Baptiste Lang     | 1 h 27 min 51 s | 8e     | Selina Burch                    | 1 h 43 min 15 s |

### 2VK
| Édition | Date | Hommes | Hommes             | Hommes          | Femmes | Femmes        | Femmes          |
| ------- | ---- | ------ | ------------------ | --------------- | ------ | ------------- | --------------- |
|         |      | Rang   | Athlète            | Temps           | Rang   | Athlète       | Temps           |
| 1re     | 2014 | 1er    | Martin Anthamatten | 1 h 37 min 39 s | 6e     | Seraina Boner | 1 h 51 min 06 s |

### VZR
| Édition | Date | Hommes | Hommes         | Hommes          | Femmes | Femmes           | Femmes          |
| ------- | ---- | ------ | -------------- | --------------- | ------ | ---------------- | --------------- |
|         |      | Rang   | Athlète        | Temps           | Rang   | Athlète          | Temps           |
| 1re     | 2015 | 1er    | François Gonon | 1 h 14 min 12 s | 9e     | Victoria Kreuzer | 1 h 27 min 49 s |

### VZS/Vertical
| Édition | Date | Hommes | Hommes                           | Hommes      | Femmes | Femmes                         | Femmes      |
| ------- | ---- | ------ | -------------------------------- | ----------- | ------ | ------------------------------ | ----------- |
|         |      | Rang   | Athlète                          | Temps       | Rang   | Athlète                        | Temps       |
| 1re     | 2016 | 1er    | Andreas Steindl                  | 26 min 41 s | 6e     | Victoria Kreuzer               | 32 min 31 s |
| 2e      | 2017 | 1er    | Martin Anthamatten               | 20 min 05 s | 4e     | Victoria Kreuzer — 2e victoire | 23 min 45 s |
| 3e      | 2018 | 1er    | Andreas Steindl — 2e victoire    | 20 min 07 s | 4e     | Victoria Kreuzer — 3e victoire | 22 min 59 s |
| 4e      | 2019 | 1er    | Martin Anthamatten — 2e victoire | 20 min 56 s | 6e     | Victoria Kreuzer — 4e victoire | 23 min 11 s |
| 5e      | 2020 | 1er    | Martin Anthamatten — 3e victoire | 20 min 45 s | 4e     | Victoria Kreuzer — 5e victoire | 22 min 42 s |
| 6e      | 2021 | 1er    | Pascal Egli                      | 19 min 52 s | 10e    | Victoria Kreuzer — 6e victoire | 23 min 14 s |

### Vertinight
| Édition | Date | Hommes | Hommes             | Hommes      | Femmes | Femmes                         | Femmes      |
| ------- | ---- | ------ | ------------------ | ----------- | ------ | ------------------------------ | ----------- |
|         |      | Rang   | Athlète            | Temps       | Rang   | Athlète                        | Temps       |
| 1re     | 2022 | 1er    | Zak Hanna          | 41 min 59 s | 15e    | Victoria Kreuzer               | 53 min 39 s |
| 2e      | 2023 | 1er    | Martin Anthamatten | 31 min 31 s | 22e    | Victoria Kreuzer — 2e victoire | 39 min 31 s |
| 3e      | 2024 | 1er    | Pablo van Hoorn    | 33 min 05 s | 12e    | Jessica Brazeau                | 37 min 36 s |